# Balanced Rock

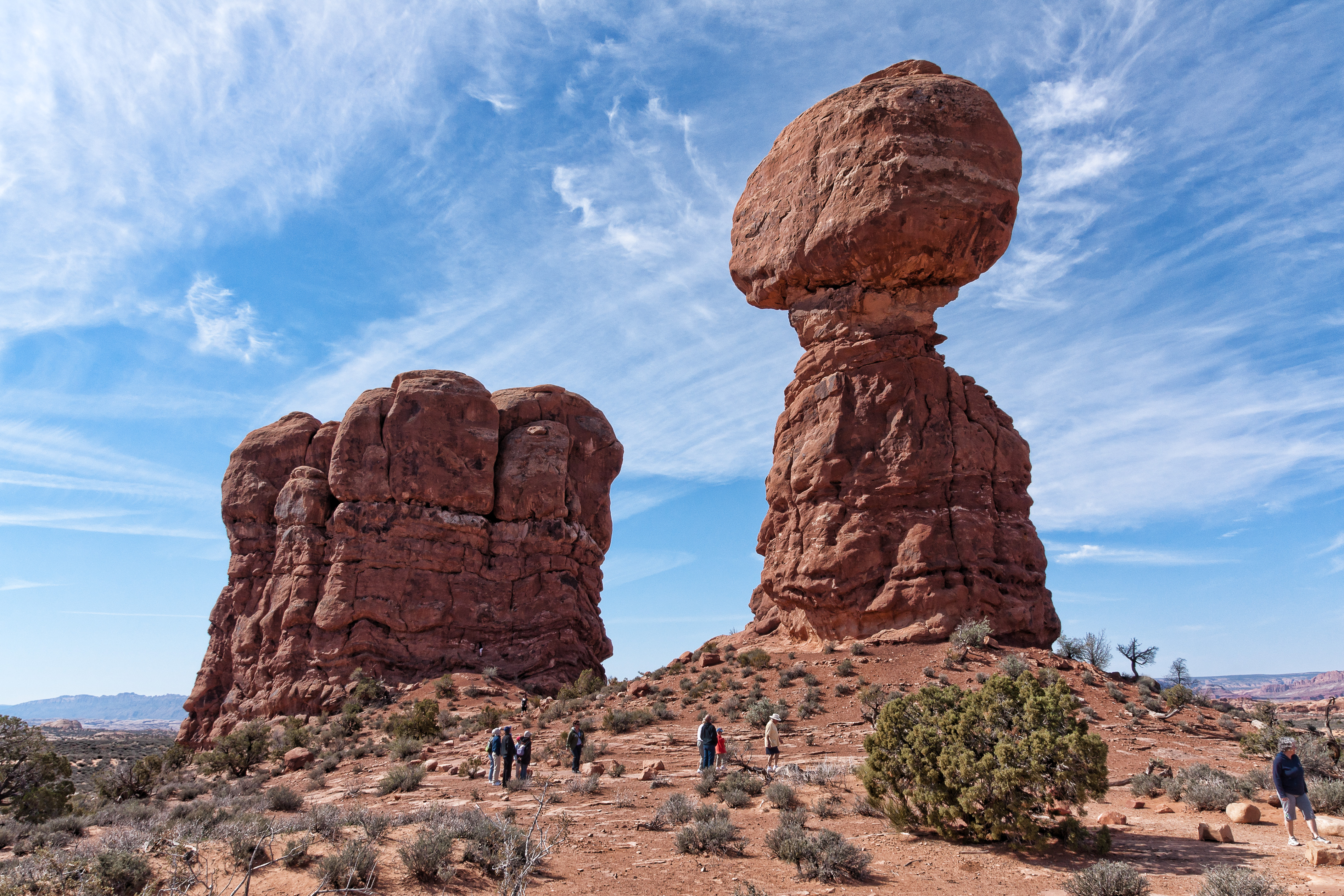
Balanced Rock (rechts)

Balanced Rock is een rotsformatie in Arches National Park, in het oosten van de Amerikaanse staat Utah. Balanced Rock bevindt zich langs de hoofdweg van het park, zo'n 14,5 km van de parkingang, en is er een van de populairste bezienswaardigheden.
De formatie bestaat uit een groot rotsblok dat op een andere rots steunt. De totale hoogte is 39 meter. Het bovenste rotsblok ligt 16,75 m boven de basis. Het rotsblok heeft de grootte van drie schoolbussen.